# 塞林蓋湖

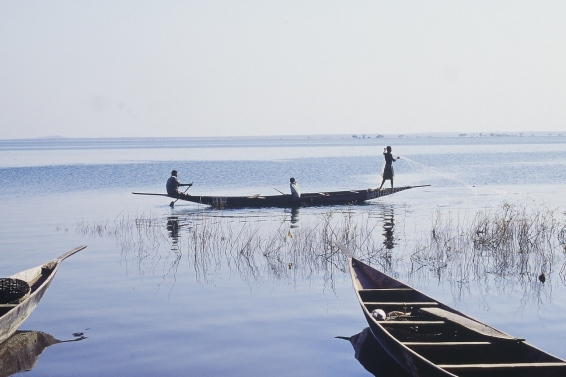

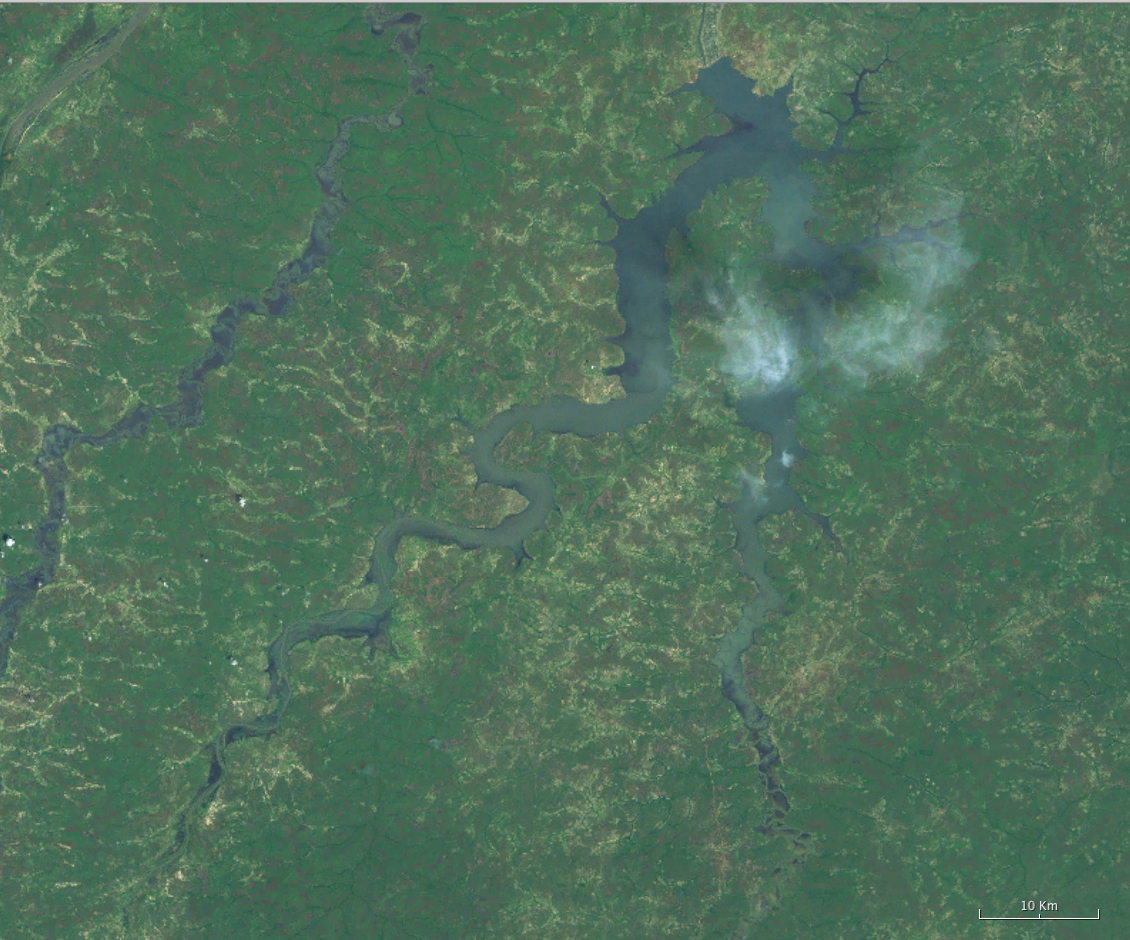

11°37′N 8°14′W / 11.617°N 8.233°W
塞林蓋湖（法語：Lac de Sélingué），是馬里的人工湖，西南面與幾內亞接壤，面積409平方公里，平均水深5.3米，最大水深20米，水體2166立方公里，海拔高度340米，是該國第二大人工湖，僅次於馬南塔利湖。